# 茨城県道133号赤浜谷田部線

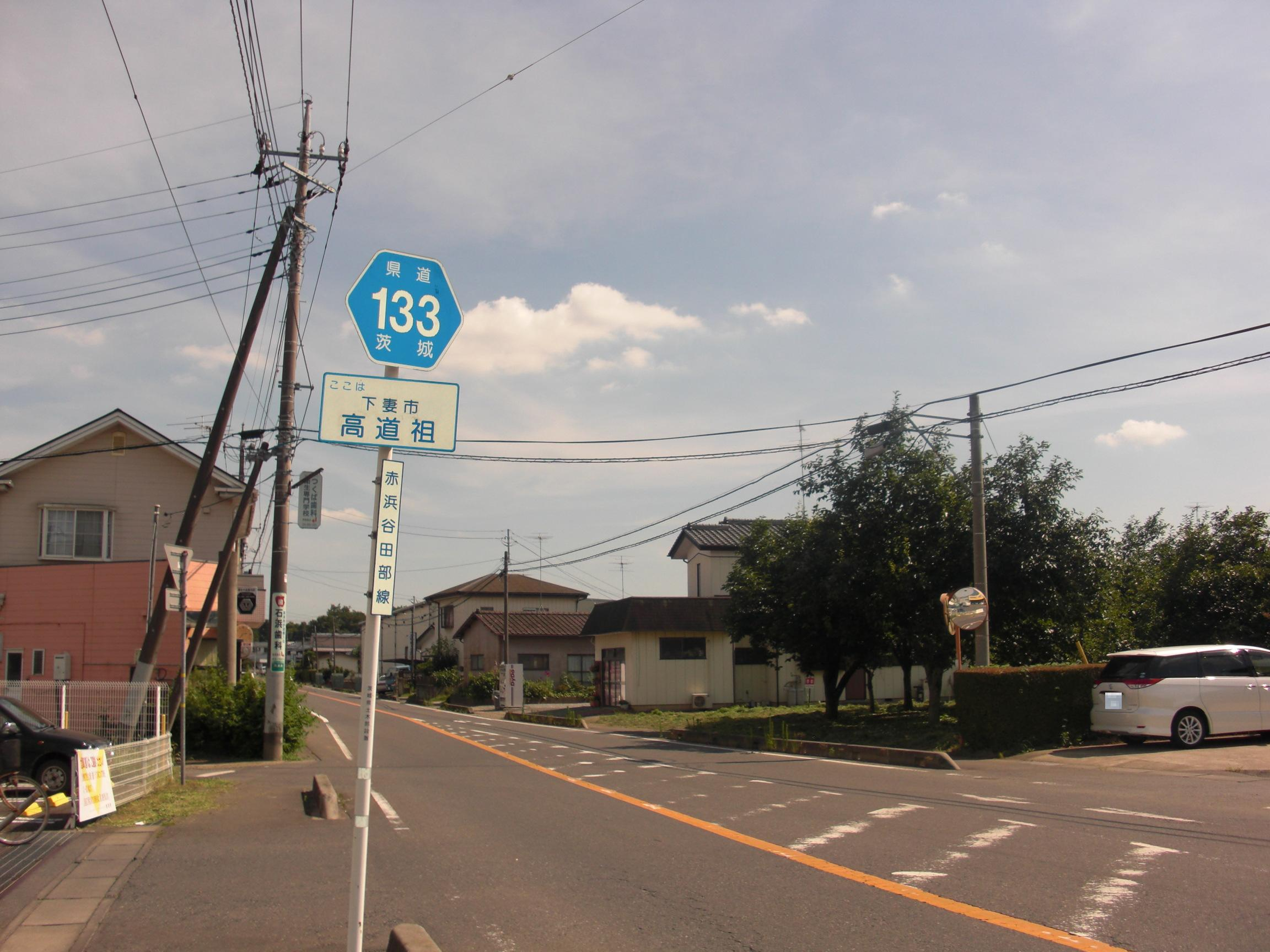
茨城県道133号赤浜谷田部線
下妻市高道祖（2010年7月）

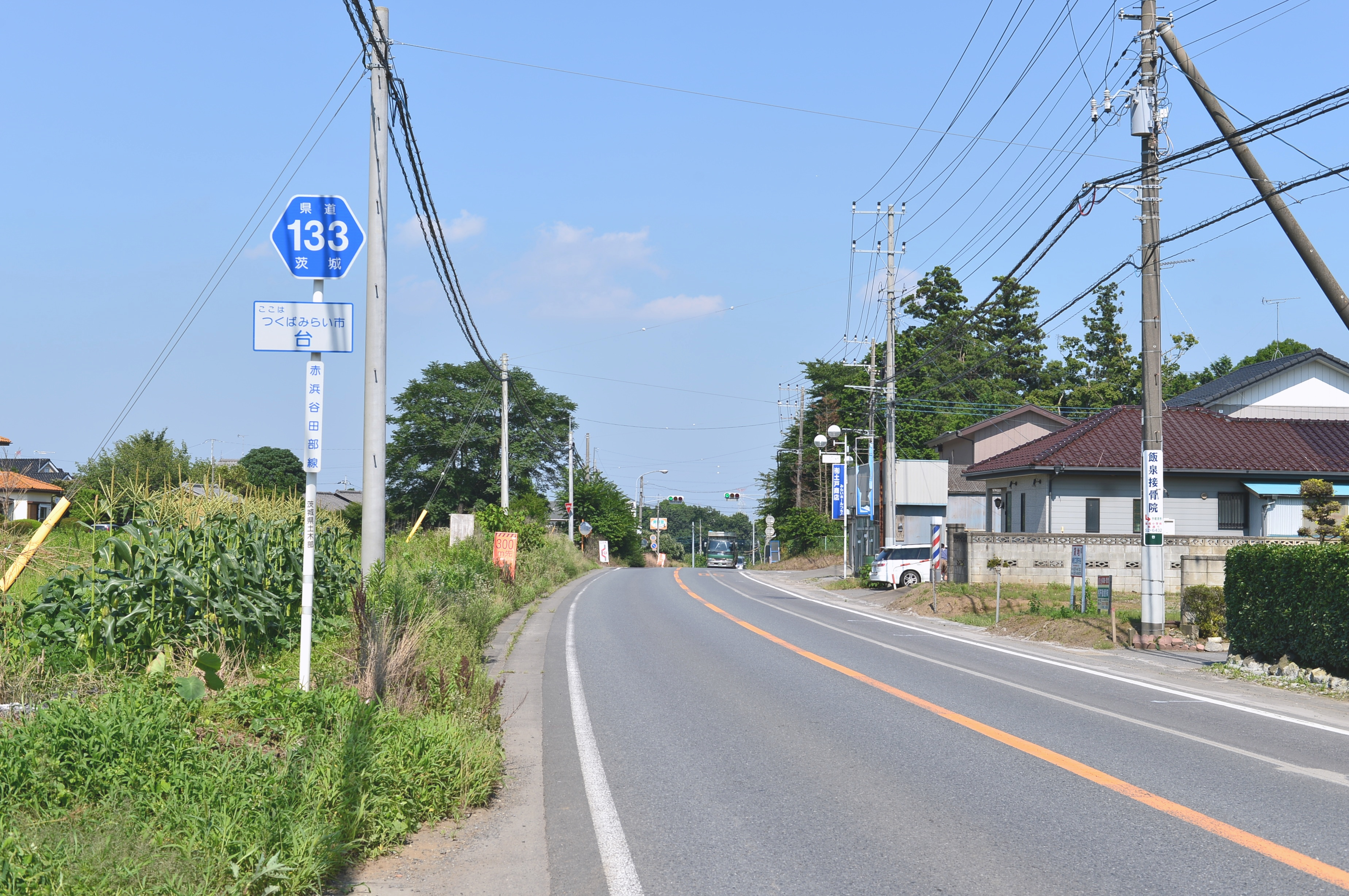
つくばみらい市台（2015年7月）

茨城県道133号赤浜谷田部線（いばらきけんどう133ごう あかはまやたべせん）は、茨城県筑西市からつくば市までを結ぶ一般県道である。

## 概要
筑西市赤浜の茨城県道132号赤浜上大島線より分岐南下し、つくば市吉沼を経て、つくば市みどりの（上萱丸交差点）に至る約25キロメートル (km) の路線。全体的に、小貝川の左岸側に沿って南北に延びる。経路の途中、下妻市の高道祖東交差点で国道125号と平面交差し、また、つくばみらい市北山で国道354号谷田部バイパスと立体交差する。また、終点の上萱丸交差点から道なりに東へ進めば国道354号現道になり、過去をさかのぼれば、つくばみらい市福岡台入会地から終点・つくば市上萱丸までの東西に延びる区間は、国道354号が降格して本路線となった区間である。路線名の「谷田部」は、つくば市誕生前の自治体のひとつ谷田部町が由来である。

### 路線データ
- 起点：茨城県筑西市赤浜1110番地（茨城県道132号赤浜上大島線交点）[1]
- 終点：茨城県つくば市みどりの（国道354号現道交点、上萱丸交差点）
- 総延長：24.766 km[2]
- 重用延長：0.720 km[2]
- 未供用延長：なし[2]
- 実延長：24.046 km[2]
- 自動車交通不能区間延長[注釈 1]：1.618 km[2]

## 歴史
1959年（昭和34年）10月14日、新たな県道として真壁郡明野町大字赤浜を起点とし、下妻市 - 筑波郡豊里町 - 同郡大穂町を経由して筑波郡谷田部町を終点とする区間を本路線として茨城県が県道路線認定した。

### 年表
- 1923年（大正12年）4月1日：現在の路線の前身にあたる吉沼上郷線、上郷三妻線、高道祖吉沼線が路線認定される。
- 1928年（昭和3年）3月1日：同じく北条水海道線が路線認定される。
- 1931年（昭和6年）9月1日：同じく金村水海道線が路線認定される。
- 1935年（昭和10年）11月29日：同じく高道祖真壁線が路線認定される。
- 1959年（昭和34年）10月14日
  - 吉沼上郷線、上郷三妻線、高道祖吉沼線、北条水海道線、金村水海道線、高道祖真壁線が合わさり現在の路線で路線認定される（図面対象番号98）[3]。
  - 道路の区域は、真壁郡明野町大字赤浜の県道赤浜上大島真壁線（現在の県道赤浜上大島線にあたる）分岐から筑波郡谷田部町大字谷田部までと決定された[4]。
- 1971年（昭和46年）1月18日：真壁郡明野町大字赤浜字我仁内前（旧・起点） - 同字勘定掛（旧道、1.23 km）を拡幅改良供用開始[5]。
- 1976年（昭和51年）6月7日：真壁郡明野町大字赤浜字遊内 - 下妻市大字高道祖（国道125号交点）の区間（1.930 km）を拡幅改良供用開始[6]。
- 1978年（昭和53年）3月9日：筑波郡谷和原村大字福岡 - 同村大字台（834 m）を2車線化改良する道路区域に指定[7]。
- 1982年（昭和57年）4月15日：真壁郡明野町大字赤浜 - 下妻市境界の1.14 km区間を道路改良供用開始[8]。
- 1986年（昭和61年）5月6日：真壁郡明野町大字赤浜（県道赤浜筑波線） - 下妻市大字高道祖の旧道（1.3048 km）が指定解除され明野町道へ降格。起点が現在地へ移る[1]。
- 1988年（昭和63年）2月25日：つくば市大字高良田元上新田 - 同市大字高須賀の現道（1.13 km）を拡幅2車線化する区域決定[9]。
- 1995年（平成7年）3月30日：整理番号157から現在の番号（整理番号133）に変更される[10]。
- 2001年（平成13年）9月10日：つくば市大字吉沼 - つくば市大字上郷のバイパス道路を新設する道路区域（2.312 km）が決定する[11]。
- 2004年（平成16年）
  - 3月22日：下妻市大字高道祖 - つくば市安食の区間が、通行する車両の高さの最高限度4.1 mの道路に指定される[12]。
  - 4月15日：つくば市大字吉沼 - 同市大字田倉まで新道の一部区間（約0.8 km）を供用開始[13]。
- 2008年（平成20年）4月1日：下妻市高道祖地内の区間を、通行する車両の最大重量限度25トンの道路に指定[14]。
- 2012年（平成24年）2月21日：国道354号バイパス工事に伴い、終点・上萱丸交差点付近の道路を供用開始[15]。
- 2016年（平成28年）3月30日：つくば市田倉地内 - 上郷地内（約1.3 km）のバイパス区間供用により、つくば市吉沼 - 上郷間（2.11 km）の赤浜谷田部バイパスが全開通[16][17]。
- 2017年（平成29年）10月30日：つくば市吉沼（とよさと病院付近） - 同市上郷（県道24号交点）の旧道（1.959 km）が県道指定解除され、つくば市道に降格[18]。
- 2018年（平成30年）4月1日：つくばみらい市台 - つくば市花島新田の区間を、通行する車両の高さの最高限度4.1 mの道路に指定[19]。
- 2019年（平成31年）3月28日：つくば市吉沼 - 同市上郷の区間を、通行する車両の高さの最高限度が4.1 mの道路に指定[20]。

## 路線状況
全体的に狭隘なルートが多く、つくば市田倉では東に迂回するバイパスが2016年3月に開通した。
道路法の規定に基づき、以下の区間は緊急輸送道路として機能を維持するため、災害発生時の被害拡大防止を目的に道路用地内に新たに電柱を建てることが制限されている。
- 下妻市高道祖字中台（県道沼田下妻線交差） - 下妻市高道祖字中台（国道125号交差：高道祖東交差点）[21]
- つくばみらい市坂野新田（つくばみらい市道交差） - つくば市みどりの（つくば市道交差：上萱丸交差点）[21]

### バイパス
- 赤浜谷田部線バイパス（つくば市吉沼 - 上郷）
つくば市吉沼地区の現道から分岐して、現道の東側を並走しながら田倉地区を経て、南端は上郷地区で県道24号と接続する延長2.11 kmのバイパス道路である。1993年度（平成5年度）から始められた事業は、2004年（平成16年）に吉沼 - 田倉間（0.82 km）が先行開通し、2016年（平成28年）3月に残りの田倉 - 上郷地区（1.29 km）が開通したことで、県道24号現道と接続された[16]。独立した歩道が無い現道に対し、バイパスでは独立歩道が設けられており、県では安全と利便性向上が期待されている[16]。

### 道路施設
- 北山跨道橋（国道354号、つくばみらい市北山）

## 地理

### 通過する自治体
- 茨城県
  - 筑西市 - 下妻市 - つくば市 - つくばみらい市 - つくば市

### 交差する道路
- 茨城県道214号沼田下妻線（下妻市高道祖）
- 国道125号（下妻市高道祖）
- 茨城県道56号つくば古河線（つくば市吉沼）
- 茨城県道24号土浦境線（つくば市上郷）
- 茨城県道123号土浦坂東線（つくば市上郷）
- 国道354号（谷和原・学園通り、つくばみらい市北山）
- 茨城県道220号島名福岡線（つくばみらい市台、諏訪山交差点）

### 沿線
- 下妻市立高道祖小学校（下妻市高道祖）
- とよさと病院（つくば市田倉）
- 豊里ゴルフクラブ（つくば市田倉）
- 小貝川